# Zsidai Zoltán Roy
Zsidai Zoltán Roy (Rochester, USA, 1976. augusztus 30. –) magyar közgazdász, gasztronómiai szakember, a Zsidai Gasztronómiai Csoport tulajdonos-ügyvezetője, a Jamie Oliver éttermek regionális franchise jogainak birtoklója. Pro Turismo díjas étteremtulajdonos, a magyar Bocuse d’Or Akadémia tagja, a Pannon Gasztronómiai Akadémia alapítója. A Forbes magazin címlapembere 2016-ban.
Küldetéseként fogalmazza meg a magyar gasztronómia háborúk előtti magas minőségének visszaállítását.

## Életútja

### Zsidai Roy szülei és családja
Szülei, Zsidai Péter és Zsidai Ilona, a budapesti InterContinentalban dolgoztak, később 1976 és 1981 között az Amerikai Egyesült Államokban éltek, ahol karrierjüket Zsidai Roy későbbi keresztapja, Roy Watson, az Amerikai Szállodaszövetség akkori elnöke egyengette. Watson apja nyitotta meg a Kahler hotelt az 1800-as évek végén, ahol a Zsidai Roy szülei is dolgoztak. A szülők 1981-ben visszaköltöztek Magyarországra, és 1982-ben megnyitották a Budai Vár első privát kávézóját, a máig üzemelő, de mostanra már étteremként működő Café Pierrot-t.

### Gyermekkora
Zsidai gyermekkorát leginkább a Pierrot-ban töltötte, és amellett, hogy első kézből ismerte a gasztronómia titkait és folyamatosan követte az aktuális trendeket, közgazdaságtant tanult és tanácsadói pályára készült. Tinédzser évei alatt amerikai keresztapjánál minden nyáron hat hetet töltött, ahol egyedülálló és fontos ismereteket szerzett a vendéglátásról és a szállodaiparról.

### Tanulmányok
Zsidai 1995–2000 között a budapesti Corvinus Egyetemen (korábban Budapesti Közgazdaságtudományi Egyetem) tanult gazdálkodás és menedzsment szakon, közben járt a Georgetown Egyetemre (nemzetközi beruházások), a Harvardra (felelősségteljes vállalatirányítás), a Cornellre (hotel beruházások) és a Kölni Egyetemre is. Később, a kétezres évek közepén a Hyatt Corporation és a Hotel Victor által szervezett egyéves general manager és F&B tréningen vett részt Miamiban, Floridában.

### Munkahelyek
Már egyetemi évei alatt dolgozott a Roland Berger Strategy Consultantsnál mint tanácsadó és üzleti elemző. Az egyetem elvégzése után, 2000–2003 között a Deutsche Bank és a Telekom Ausztria leányvállalatát, a Paybox.net AG-t vezette Ausztriában, majd 2003–2007 között tanácsadóként dolgozott a The Boston Consulting Group (BCG) budapesti irodájában. A családi üzletben már a BCG alatt is aktívan részt vett, corporate karrierjét végleg 2007-ben fejezte be, amikor a Zsidai Gasztronómiai Csoport ügyvezetője lett.

### Magánélet
Feleségének neve Lídia. Négy gyermeke van: Tatjana, Anasztázia, Konrád Baltazár és Viktor.

## Zsidai Roy és a Zsidai Gasztronómiai Csoport
Zsidai 2007-ben csatlakozott a családi vállalkozáshoz, azóta tulajdonos-ügyvezetőként vezeti a cégcsoport munkáját. Második éttermüket, a sikeres, Michelin Guide által többször is ajánlott 21 Magyar Vendéglőt 2008-ban nyitották meg, aminek megszületésében Roy már aktívan vett részt. Azóta a Zsidai Csoport számos sikeres koncepciót, hotelt és éttermet tudhat a magáénak.
A Zsidai Csoport olyan neves nemzetközi partnerekkel dolgozik itthon és külföldön is, mint a Jamie Oliver Group, a Kempinski Hotels és a Magyar Állami Operaház.

### A Zsidai Gasztronómiai Csoporthoz tartozó éttermek és hotelek[18][19]
Buda: Pierrot, 21 Magyar Vendéglő, Baltazár Budapest Grill & Hotel, Pest-Buda Vendéglő & Hotel, Jamie Oliver's Italian, Spíler Buda
Pest: Spíler Original, Spíler Shanghai Secret Bar, Jamie Oliver's Pizzeria Gozsdu, ÉS Bisztró, ÉS Deli, Opera Café
Marbella: Baltazár Bar & Grill, Spíler Beach Club, Black Rose The Bar

## Tagságai
Zsidai Zoltán Roy tagjai a magyar gasztronómiát és vendéglátást meghatározó főbb szakmai szervezeteknek:
- Pannon Gasztronómiai Akadémia, alapító tag
- Magyar Bocuse D'or Akadémia
- Magyar Szállodaszövetség
- Magyar Éttermi Szövetség
- Budapesti Tavaszi Fesztivál Támogatói Köre